# RICOH THETA

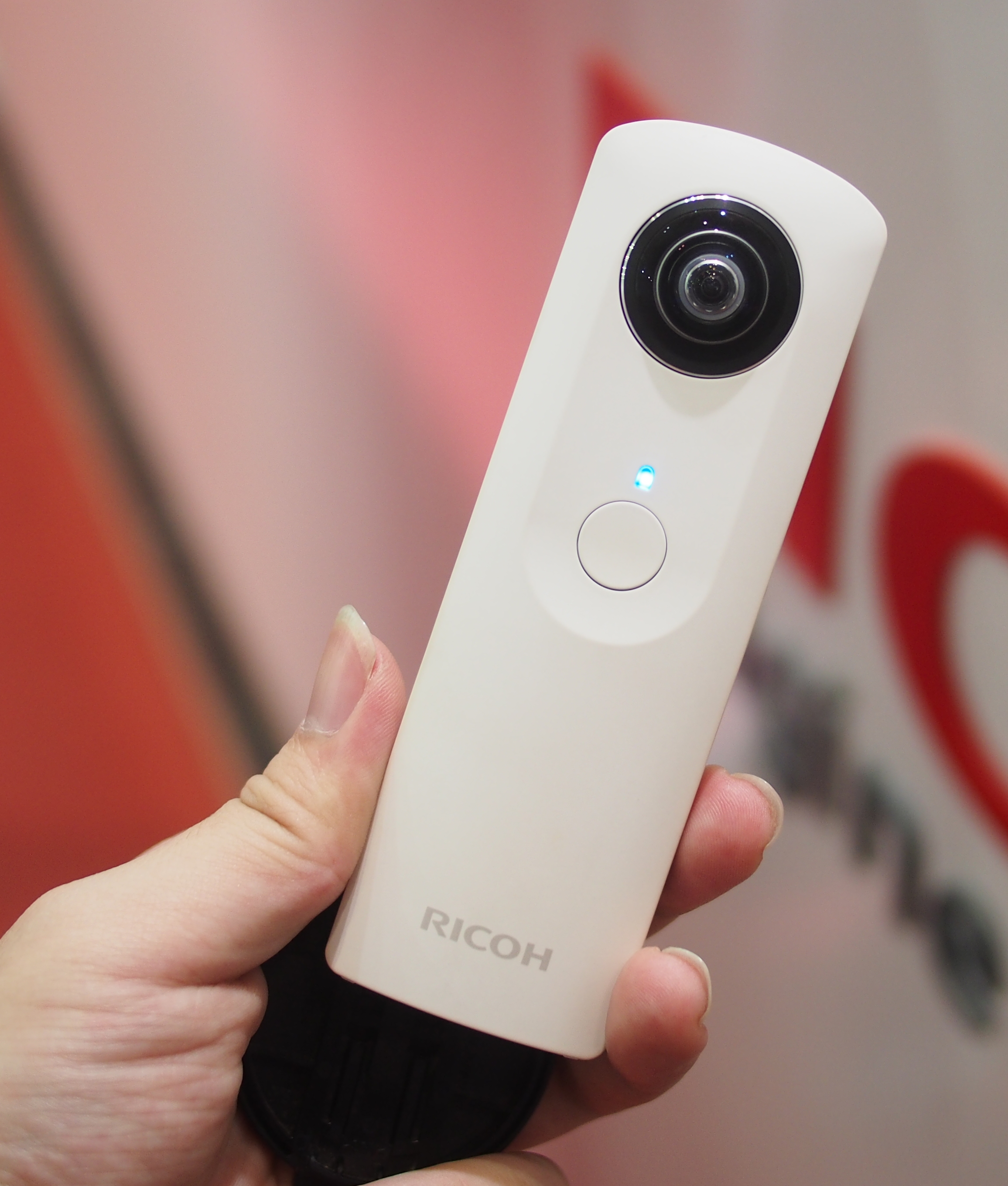
RICOH THETA

RICOH THETA（リコー シータ）はリコーが発売した全天球カメラのシリーズ名。スティック型のボディに搭載した二つの屈曲光学レンズによって、ワンショットで全天球を撮影することができる世界初のデジタルカメラ。

## 概要

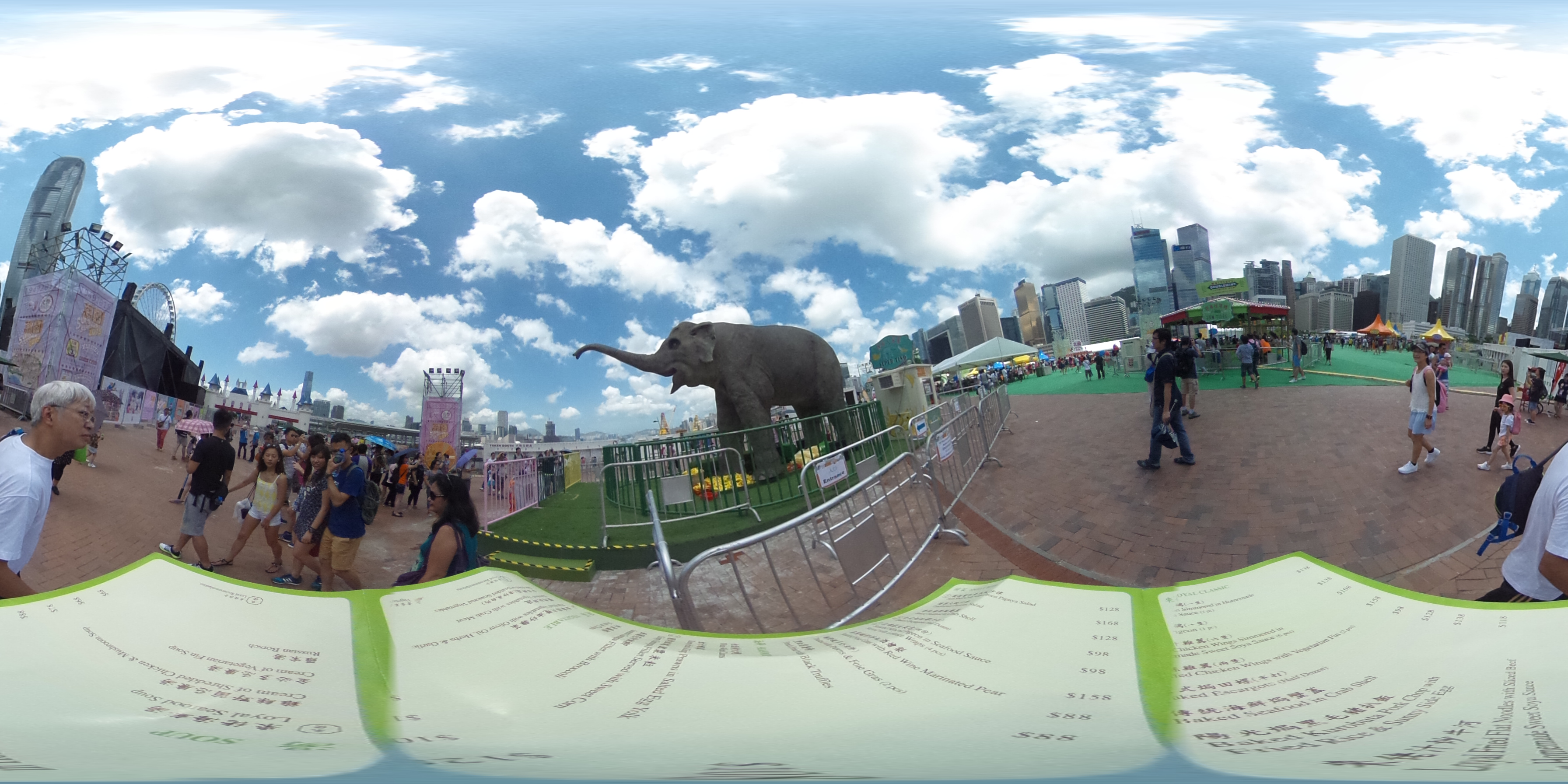
RICOH THETAによる撮影例

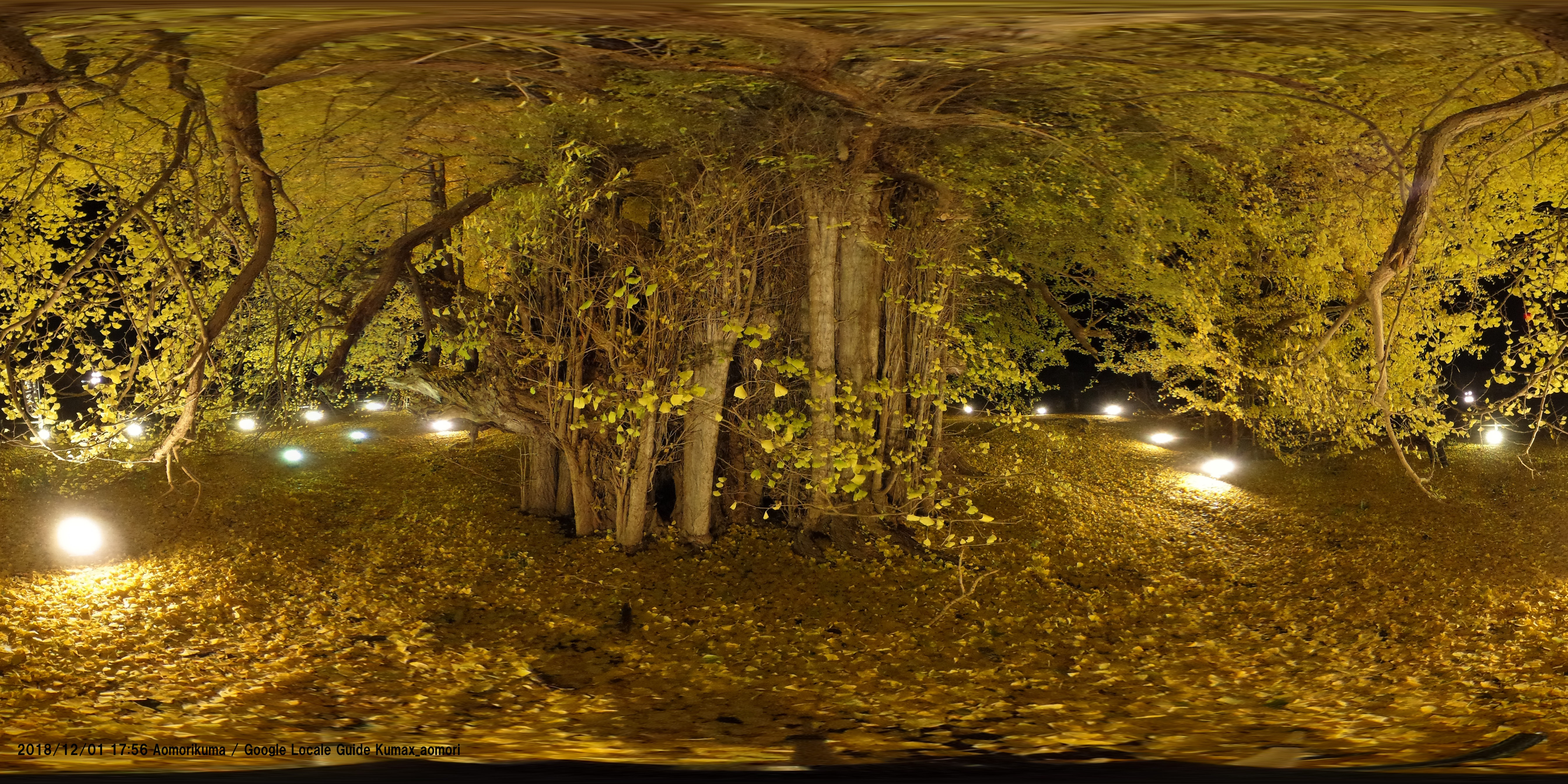
RICOH THETA SCによる撮影例。距離が取れない場所でその場の全体像を撮影可能。

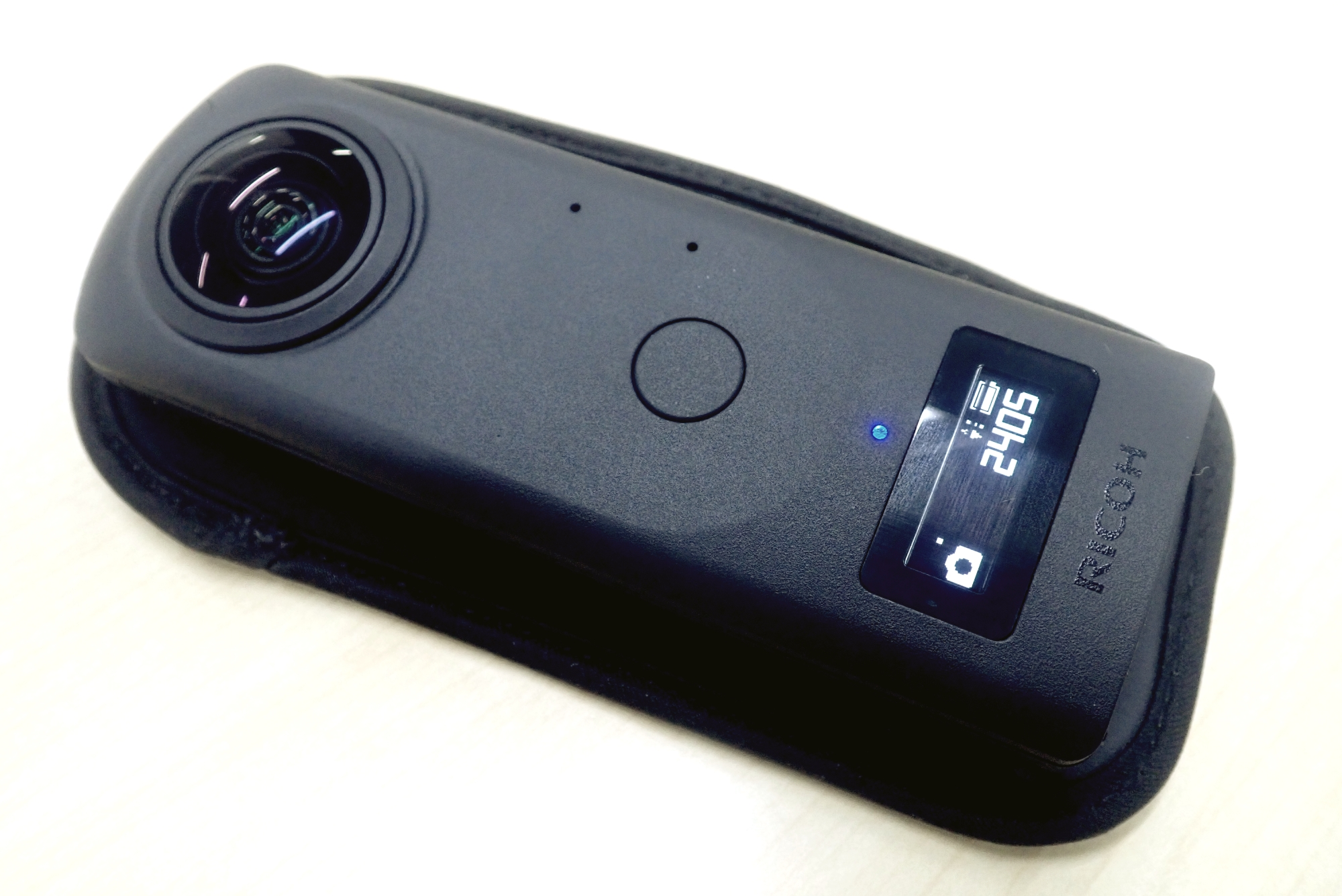
最上位機種のRICOH THETA Z1

全天球撮影専用のデジタルカメラ。一度に二枚の魚眼レンズを同時に使用して、1直線上、正反対の方向の画像を撮影。その後2枚の魚眼画像を座標変換／合成し、正距円筒図法の全天球写真を作成することができる。撮影した画像はアプリケーションソフトを使用することで上下を含めた360°の歪みの少ないパノラマ写真に展開することができる。また、アプリケーションを使用した際には視点の移動も可能で、Google ストリートビューのような画像を撮影することができる。撮影した画像は、専用サイト「theta360」を経由することで、FacebookやTwitterなどに投稿することができる。2014年発売のm15からは動画の撮影にも対応し、YouTubeに全天球動画をアップロードできるようになった。本体にディスプレイは内蔵されておらず、撮影した画像の確認は専用のアプリケーションをインストールしたパソコンやスマートデバイスの画面を使用する。
THETAの開発チームはのちにリコーからカーブアウトされ、2019年に「ベクノス」として独立。翌2020年に「IQUI」を発売したが、2021年12月で生産終了しベクノスも事業終息、リコーがサポートを引き継いだ。

## 機種
RICOH THETA
2013年9月5日、IFA2013で発表。欧米では10月に、日本では同年11月9日に発売された。制御用APIはPTP-IPに独自拡張を行ったものである。
RICOH THETA m15
2014年11月14日発売。外観や光学系は前モデルから据え置かれた。MOV形式で最大3分間の動画撮影に初めて対応した。動画は静止画同様に視点を動かすことができる。従来のホワイトカラーに加えてピンク、イエロー、ブルーのカラーバリエーションを展開した。
RICOH THETA S
2015年10月23日発売。以前の機種よりも大型の1/2.3型イメージセンサーと、6群7枚によって構成されるF値2のレンズを2セット搭載している。60秒までの低速シャッターと、スマートデバイスとWi-Fiを利用したライブビューに対応。動画撮影時間が最長25分（または4GB）に延長。カラーはブラックのみ。APIはGoogleのOpen Spherical Camera APIに準拠する仕様に変更された。
RICOH THETA SC
2016年10月28日発売。RICOH THETA Sの外周をアルミから樹脂に変更し、動画の連続撮影時間の短縮化（最大5分）、ライブストリーミング用HDMI端子を省略した廉価モデル。
RICOH THETA V
2017年9月15日発売。4K動画や空間音声に対応。加速センサー以外にジャイロセンサーを搭載している。Wi-FiとBluetoothの2つの通信方式に対応。Wi-Fiは5GHz帯対応によりスマホやタブレットなどとの通信が高速化した。自作もできるプラグイン（プログラム）により機能拡張が可能で公式サイトで配布されている。また、GoogleのサービスであるGoogleストリートビューへの投稿に対し、ビデオモードでの投稿が可能となり、通過した地点を自動的にストリートビュー化（青線化）できるのもVからが対応機種となっている。
RICOH THETA Z1 / Z1 51GB
2019年5月24日発売。本体の大型化と1インチ光学センサーの採用により、RAW: 7296x3648／JPEG:6720x3360と高画質化した。マイク端子は廃止され本体内に4chのマイクを内蔵。USBはType-Cに変更された。 絞り値がF2.1 - F3.5 - F5.6 から選択可能となり、絞り優先モードも搭載された。またファームウェアアップデートにより手持ちHDR撮影がV以降で使用可能となった。2021年4月28日、内蔵メモリ容量を増加したRICOH THETA Z1 51GBが発売。
RICOH THETA SC2 / SC2 for Business
2019年12月13日発売。RICOH THETA SCの後継機。SCからの追加点はBluetooth機能、静止画撮影用のプリセット設定、状態表示パネル、セルフタイマーボタンなど。イメージセンサーはVと同等品で4K動画の撮影にも対応したが、撮影時間は3分までに短縮されている。2020年3月19日、不動産や自動車販売業者の利用を念頭に置いたビジネスモデルとしてRICOH THETA SC2 for Businessが発売。
RICOH THETA X
2022年7月22日発売。THETA Vに代わるアドバンスドモデル。シリーズ初のタッチパネルモニター（2.25型）を搭載、本体のみで大部分の操作が完結できるようになった。イメージセンサーやレンズは一新され、静止画（JPEGのみ）の解像度は11K（約6,000万画素相当）と5.5K（約1,500万画素相当）の2種類、動画解像度は8K/10fps、5.7K/30fps、4K/60fpsに対応した。天頂補正と動的つなぎ処理が本体側で行えるようになり、アプリでの後処理を不要とした。GPSを内蔵し、本体のみでの位置情報付加に対応。内蔵メモリは約46GBで、加えて外部メモリ（microSDXC）スロットを備えた。バッテリーは交換可能となり、外部給電によるバッテリーレス操作にも対応。

## アプリ
- RICOH THETA for Windows/Mac
- RICOH THETA for Android
- RICOH THETA for iPhone